# Race of Champions
Denna artikel handlar om nuvarande Race of Champions. Se även Race of Champions (Brands Hatch).

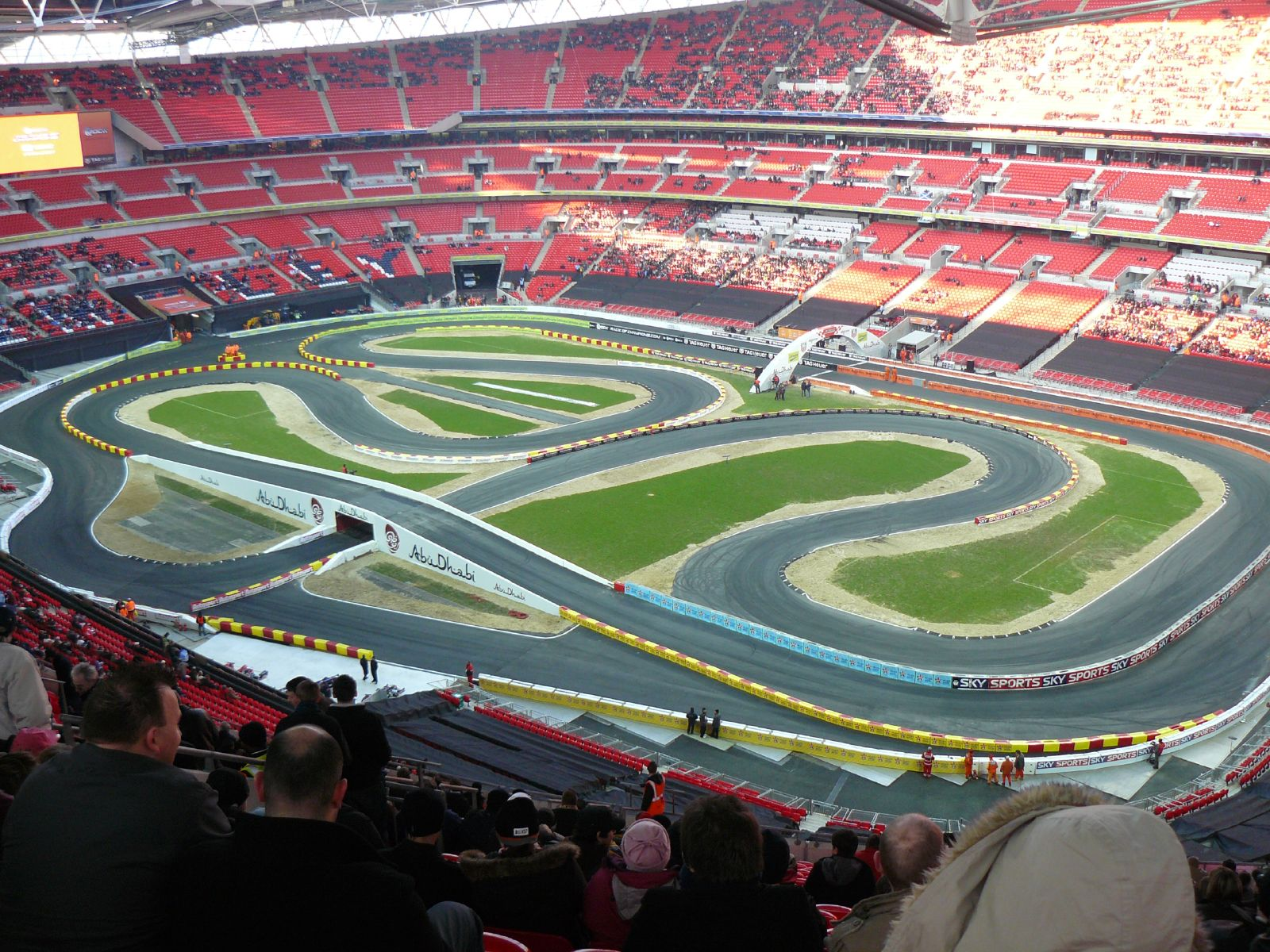
Wembley Stadium 2007.

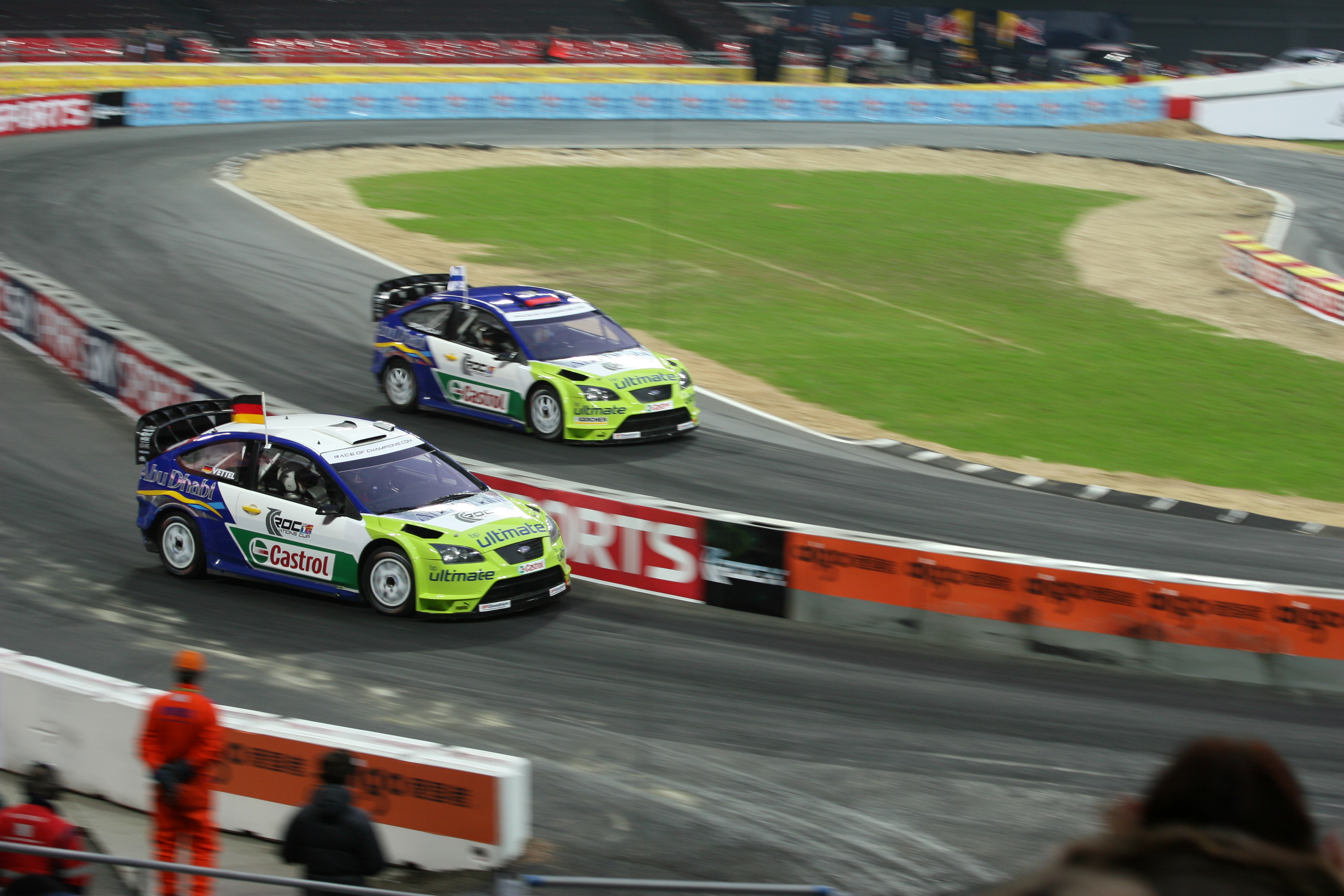
Sebastian Vettel mot Marcus Grönholm i Race of Champions på Wembley Stadium 2007.

Race of Champions är en årlig bilsportsfestival som startades av Michèle Mouton och Fredrik Johnsson år 1988. Tidigare var underlaget grus och deltagarna bestod främst av rallyförare, men sedan 2004 anordnas tävlingarna på asfalterade banor inne på arenor och deltagarna består av både rally- och racerförare, samt en del motorcykelförare.
Tävlingen är upplagd likt de flesta lagsporters mästerskap, med först gruppspel och sedan utslagning. I varje heat tävlar två förare mot varandra i var sin fil. Filerna korsar sedan varandra med hjälp av en bro, så den förare som startade i ytterfilen kommer köra sitt andra varv i innerfilen, på samma sätt som WRC:s superspecialsträckor.
Den förare som vinner Race of Champions blir korad till Champion of Champions. Dagen innan den individuella tävlingen körs även Nations Cup, där två förare (tidigare tre), oftast från samma land, tävlar tillsammans. Ett ytterligare inslag är Legends Cup, där förare som avslutat sina aktiva karriärer, tävlar.

## År och segrare
| År   | Plats                                                                                               | Champion of Champions                                                                               | Nations Cup                                                                                         | Nations Cup                                                                                         |
| År   | Plats                                                                                               | Champion of Champions                                                                               | Lag                                                                                                 | Förare                                                                                              |
| ---- | --------------------------------------------------------------------------------------------------- | --------------------------------------------------------------------------------------------------- | --------------------------------------------------------------------------------------------------- | --------------------------------------------------------------------------------------------------- |
| 1988 | Autodrome de Linas-Montlhéry                                                                        | Juha Kankkunen                                                                                      | kördes ej                                                                                           | kördes ej                                                                                           |
| 1989 | Nürburgring                                                                                         | Stig Blomqvist                                                                                      | kördes ej                                                                                           | kördes ej                                                                                           |
| 1990 | Circuito de Montjuïc                                                                                | Stig Blomqvist                                                                                      | kördes ej                                                                                           | kördes ej                                                                                           |
| 1991 | Circuito del Jarama                                                                                 | Juha Kankkunen                                                                                      | kördes ej                                                                                           | kördes ej                                                                                           |
| 1992 | Gran Canaria                                                                                        | Andrea Aghini                                                                                       | kördes ej                                                                                           | kördes ej                                                                                           |
| 1993 | Gran Canaria                                                                                        | Didier Auriol                                                                                       | kördes ej                                                                                           | kördes ej                                                                                           |
| 1994 | Gran Canaria                                                                                        | Didier Auriol                                                                                       | kördes ej                                                                                           | kördes ej                                                                                           |
| 1995 | Gran Canaria                                                                                        | François Delecour                                                                                   | kördes ej                                                                                           | kördes ej                                                                                           |
| 1996 | Gran Canaria                                                                                        | Didier Auriol                                                                                       | kördes ej                                                                                           | kördes ej                                                                                           |
| 1997 | Gran Canaria                                                                                        | Carlos Sainz                                                                                        | kördes ej                                                                                           | kördes ej                                                                                           |
| 1998 | Gran Canaria                                                                                        | Colin McRae                                                                                         | kördes ej                                                                                           | kördes ej                                                                                           |
| 1999 | Gran Canaria                                                                                        | Didier Auriol                                                                                       | Team Finland                                                                                        | Tommi Mäkinen/JJ Lehto/Kari Tiainen                                                                 |
| 2000 | Gran Canaria                                                                                        | Tommi Mäkinen                                                                                       | Team France                                                                                         | Gilles Panizzi/Yvan Muller/Regis Laconi                                                             |
| 2001 | Gran Canaria                                                                                        | Harri Rovanperä                                                                                     | Team Spain                                                                                          | Jesus Puras/Fernando Alonso/Ruben Xaus                                                              |
| 2002 | Gran Canaria                                                                                        | Marcus Grönholm                                                                                     | Team USA                                                                                            | Jeff Gordon/Jimmie Johnson/Colin Edwards                                                            |
| 2003 | Gran Canaria                                                                                        | Sébastien Loeb                                                                                      | Team All Star                                                                                       | Cristiano da Matta/Gilles Panizzi/Fonsi Nieto                                                       |
| 2004 | Stade de France                                                                                     | Heikki Kovalainen                                                                                   | Team France                                                                                         | Jean Alesi/Sébastien Loeb                                                                           |
| 2005 | Stade de France                                                                                     | Sébastien Loeb                                                                                      | Team Scandinavia                                                                                    | Tom Kristensen/Mattias Ekström                                                                      |
| 2006 | Stade de France                                                                                     | Mattias Ekström                                                                                     | Team Finland                                                                                        | Heikki Kovalainen/Marcus Grönholm                                                                   |
| 2007 | Wembley Stadium                                                                                     | Mattias Ekström                                                                                     | Team Germany                                                                                        | Michael Schumacher/Sebastian Vettel                                                                 |
| 2008 | Wembley Stadium                                                                                     | Sébastien Loeb                                                                                      | Team Germany                                                                                        | Michael Schumacher/Sebastian Vettel                                                                 |
| 2009 | Bird's Nest Stadium                                                                                 | Mattias Ekström                                                                                     | Team Germany                                                                                        | Michael Schumacher/Sebastian Vettel                                                                 |
| 2010 | Esprit Arena                                                                                        | Filipe Albuquerque                                                                                  | Team Germany                                                                                        | Michael Schumacher/Sebastian Vettel                                                                 |
| 2011 | Esprit Arena                                                                                        | Sébastien Ogier                                                                                     | Team Germany                                                                                        | Michael Schumacher/Sebastian Vettel                                                                 |
| 2012 | Bangkok                                                                                             | Romain Grosjean                                                                                     | Team Germany                                                                                        | Michael Schumacher/Sebastian Vettel                                                                 |
| 2013 | Bangkok                                                                                             | Inställd                                                                                            | Inställd                                                                                            | Inställd                                                                                            |
| 2014 | Bushy Park                                                                                          | David Coulthard                                                                                     | Team Nordic                                                                                         | Tom Kristensen/Petter Solberg                                                                       |
| 2015 | London                                                                                              | Sebastian Vettel                                                                                    | Team England 1                                                                                      | Jason Plato/Andy Priaulx                                                                            |
| 2016 | Ingen tävling hölls                                                                                 | Ingen tävling hölls                                                                                 | Ingen tävling hölls                                                                                 | Ingen tävling hölls                                                                                 |
| 2017 | Miami                                                                                               | Juan Pablo Montoya                                                                                  | Team Germany                                                                                        | Sebastian Vettel/Pascal Wehrlein                                                                    |
| 2018 | Riyadh                                                                                              | David Coulthard                                                                                     | Team Germany                                                                                        | Timo Bernhard/René Rast                                                                             |
| 2019 | Mexico City                                                                                         | Benito Guerra                                                                                       | Team Nordic                                                                                         | Johan Kristoffersson/Tom Kristensen                                                                 |
| 2020 | Online (virtuell)                                                                                   | Timmy Hansen                                                                                        | All-Stars                                                                                           | James Baldwin/Romain Grosjean                                                                       |
| 2021 | Ingen tävling hölls                                                                                 | Ingen tävling hölls                                                                                 | Ingen tävling hölls                                                                                 | Ingen tävling hölls                                                                                 |
| 2022 | Piteå                                                                                               | Sébastien Loeb                                                                                      | Team Norway                                                                                         | Petter Solberg/Oliver Solberg                                                                       |
| 2023 | Piteå                                                                                               | Mattias Ekström                                                                                     | Team Norway                                                                                         | Petter Solberg/Oliver Solberg                                                                       |
| 2024 | Ingen tävling hölls på grund av osäkerheter kring hur markområdet kunden användas för arrangemanget | Ingen tävling hölls på grund av osäkerheter kring hur markområdet kunden användas för arrangemanget | Ingen tävling hölls på grund av osäkerheter kring hur markområdet kunden användas för arrangemanget | Ingen tävling hölls på grund av osäkerheter kring hur markområdet kunden användas för arrangemanget |
| 2025 | Sydney                                                                                              | Sébastien Loeb                                                                                      | Team France                                                                                         | Sébastien Loeb/Victor Martins                                                                       |